# María Fidalgo Casares
María Fidalgo Casares (Ferrol, Galicia, 1964), es doctora en Historia del Arte por la Universidad  de Sevilla en 2008 con sobresaliente cum laude por unanimidad. Es miembro de la Academia Andaluza de la Historia, de la Real Academia de Ciencias, Artes y Letras de San Romualdo de San Fernando (Cádiz) y reside en Sevilla desde 1992. 

## Vida
Nacida en El Ferrol (La Coruña) en 1964 en una saga científica y militar.  Se licenció en Historia por la Universidad de Santiago de Compostela en 1987. Alcanzó la suficiencia investigadora por la Universidad de Sevilla con sobresaliente cum laude por unanimidad y obtuvo el doctorado en la Universidad de Sevilla también con sobresaliente cum laude por unanimidad en 2008 con la tesis «El pintor Abelardo Miguel. La identidad gallega en la pintura».[cita requerida]
En el año 2008 comenzó su labor investigadora centrada en la movida de los años 1980 y la pintura de temática militar convirtiéndose en la biógrafa y máxima especialista en la pintura de Ferrer-Dalmau, el pintor de batallas sobre el que ha escrito numerosos artículos en revistas académicas y de divulgación, así como comisariado veinte exposiciones. Ha participado en decenas de congresos nacionales internacionales de ámbito histórico.[cita requerida]
En 2020 ingresó en la Academia Andaluza de la Historia y en 2024 en la Real Academia de San Romualdo de Ciencias, Letras y Artes (Cádiz)
Es, asimismo, conferenciante y articulista en diarios como El Debate, Mundiario o Zenda, done ha publicado más de 500 artículos históricos, literarios y artísticos tanto académicos como de divulgación.[cita requerida]

## Obras
- Ferrer-Dalmau, Bocetos para la Historia.
- Ferrer-Dalmau, Imperio.
- Abelardo Miguel, pintor de mariñeiros. ( En preparación)

-Como coautora:
- Manuel Patinha.
- Siro.
- Casas Indianas
- Ferrer-Dalmau, el pintor de Batallas.
- Cuarenta relatos para una cuarentena
- Maragatos
- La llegada de Cortés
- Gestas de España

## Premios y distinciones
- 1.er Premio de Etnografía Concello de Pontedeume. Diputación de A Coruña.
- 1.er Premio de la SAF.
- Accesit Club de Prensa.
- 1.er Premio Camilo José Cela de Literatura y Periodismo.
- Socia de Honor del Círculo Europeo de las Artes.
- Socio de Honor del Tercio de Olivares.
- Distinción de la Hermandad Nacional Monárquica.
- Medalla de la Batalla de La Coruña.
- Mención Especial Jornadas de Historia Militar de Extremadura.
- Finalista del Premio Quintilo Metelo.
- Historiadora de Honor del Instituto de Historia y Cultura Militar del Ministerio de Defensa.
- Medalla de la Orden de Santa Bárbara.